# Lac de Lovenex
Le lac de Lovenex est un lac de Suisse.

## Localisation
Il se trouve dans le canton du Valais, sur la commune de Saint-Gingolph, dans le Chablais valaisan. C'est un petit lac de montagne situé à 1632 mètres d'altitude, à proximité de la frontière française.
Il est dominé au sud-est par le mont Gardy.